# David Aubry
David Aubry, född 8 november 1996 i Saint-Germain-en-Laye, är en fransk simmare.

## Karriär

### 2016–2017
I november 2016 tog Aubry två brons vid franska kortbanemästerskapen i Angers på 800 meter frisim och på 1 500 meter frisim.
I maj 2017 vid franska mästerskapen i Schiltigheim tog Aubry brons på 800 meter frisim. I december 2017 vid franska kortbanemästerskapen i Montpellier tog han guld på både 800 och 1 500 meter frisim samt brons på 400 meter frisim.

### 2018–2019
I maj 2018 vid franska mästerskapen i Saint-Raphaël tog Aubry tre guld på 400, 800 och 1 500 meter frisim. I augusti 2018 vid EM i Glasgow tog han brons tillsammans med Lara Grangeon, Lisa Pou och Marc-Antoine Olivier i den mixade lagtävlingen i öppet vatten-simning. I november 2018 vid franska kortbanemästerskapen i Montpellier tog Aubry guld på 800 och 1 500 meter frisim samt silver på 400 meter frisim. Följande månad vid kortbane-VM i Hangzhou satte han ett nytt franskt rekord på 1 500 meter fritt med en tid på 14 minuter och 23,44 sekunder.
I april 2019 vid franska mästerskapen i Rennes försvarade Aubry sina tre guld på 400, 800 och 1 500 meter frisim. På 800 meter fritt satte han dessutom ett nytt franskt rekord på tiden 7 minuter och 46,30 sekunder. Följande månad vid franska mästerskapen i öppet vatten-simning i Lissac-sur-Couze tog Aubry guld på 10 km samt guld i den mixade lagtävlingen tillsammans med Anna Egorova, Damien Joly och Océane Cassignol.
I juli 2019 vid VM i Gwangju tog Aubry brons på 800 meter frisim och förbättrade sitt franska rekord med en tid på 7 minuter och 42,08 sekunder. I december 2019 vid kortbane-EM i Glasgow tog han brons på 1 500 meter frisim. Senare samma månad vid franska kortbanemästerskapen i Angers tog Aubry tre guld på 400, 800 och 1 500 meter frisim.

### 2020–2022
I december 2020 vid franska mästerskapen i Saint-Raphaël tog Aubry guld på 800 och 1 500 meter frisim samt brons på 400 meter frisim. I juni 2021 vid franska mästerskapen i öppet vatten-simning i Gravelines tog han silver på 5 km och brons på 10 km. I juli och augusti 2021 tävlade Aubry i tre grenar vid OS i Tokyo. På 400 och 800 meter frisim blev han utslagen i försöksheatet och slutade på totalt 28:e respektive 29:e plats. Aubry tävlade även i 10 km öppet vatten, men lyckades inte fullfölja loppet.
I december 2021 vid franska vintermästerskapen i Montpellier tog Aubry silver på 800 och 1 500 meter frisim. I april 2022 vid franska mästerskapen i Limoges tog han brons på 400 meter frisim.

### 2023–
I juni 2023 tog vid franska mästerskapen i Rennes tog Aubry silver på 1 500 meter frisim och brons på 400 meter frisim. I december 2023 vid kortbane-EM i Otopeni tog han silver på både 800 och 1 500 meter frisim.
I februari 2024 vid VM i Doha tog Aubry brons på 1 500 meter frisim.